# Cetara
Cetara é uma comuna italiana da região da Campania, província de Salerno, com cerca de 2.355 habitantes. Estende-se por uma área de 4 km², tendo uma densidade populacional de 589 hab/km². Faz fronteira com Maiori, Vietri sul Mare.
Possui 2 033 habitantes a partir de 1997 constitui patrimônio da Humanidade. É uma das cidades da Costa Amalfitana e se localiza ao sul da Itália.

## Território
É um pitoresco burgo marítimo da Costa Amalfitana. O povoado de Cetara, surgiu aos pés do monte Falerio. Estende-se em um profundo vale ladeado de vinhas e pomares de frutas cítricas. Os famosos limões amalfitanos. Vendo de fora é como um leque aberto visto na estreita faixa plana ao nível do mar.

## Clima
A estação meteorológica mais semelhante é a da cidade de Ravello que também pertence a Costa Amalfitana. A temperatura média do mês mais frio, janeiro, se verifica +7,3 °C. Já no mês mais quente, agosto, foi nos +23,4 °C

## Demografia
| Variação demográfica do município entre 1861 e 2011                               |
|                                                                                   |
| Fonte: Istituto Nazionale di Statistica (ISTAT) - Elaboração gráfica da Wikipedia |